# Disque d'or (album)
Pour les articles homonymes, voir Disque d'or (homonymie).
Albums de Mireille Mathieu
Disque d'or/2
(1974)
Disque d'or est une compilation de la chanteuse française Mireille Mathieu publiée au Canada en 1973 chez Polydor. Composé de 11 chansons, le disque contient les plus grands succès de la chanteuse entre 1966 et 1973.

## Chansons de la compilation
| No  | Titre                            | Auteur                                       | Durée |
| --- | -------------------------------- | -------------------------------------------- | ----- |
| 1.  | Mon credo                        | André Pascal, Paul Mauriat                   |       |
| 2.  | Qu'elle est belle                | Pierre Delanoé, Richard Ahlert, Eddie Snyder |       |
| 3.  | La dernière valse                | Hubert Ithier, Les Reed                      |       |
| 4.  | La première étoile               | André Pascal, Paul Mauriat                   |       |
| 5.  | Pardonne-moi ce caprice d'enfant | Patricia Carli                               |       |
| 6.  | Pourquoi le monde est sans amour | Jean Schmitt, Patricia Carli                 |       |
| 7.  | Acropolis adieu                  | Catherine Desage, Christian Bruhn            |       |
| 8.  | Roma, Roma, Roma                 | R. Bernet, Christian Bruhn                   |       |
| 9.  | Une histoire d'amour             | Catherine Desage, Francis Lai                |       |
| 10. | Je ne suis rien sans toi         | André Pascal, Les Reed                       |       |
| 11. | Ensemble                         | J. Bouquet, Les Reed                         |       |
| 12. | Les Bicyclettes de Belsize       | Hubert Ithier, Barry Mason, Les Reed         |       |

## Classements
| Pays   | Meilleure position | Certification | Ventes  |
| ------ | ------------------ | ------------- | ------- |
| Canada |                    | Platine       | 100 000 |